# 환승연애
《환승연애》는 대한민국의 OTT 서비스인 TVING에서 매주 금요일에 방송중인 오리지널 예능 프로그램이다.

## 기획 의도
- 시즌1 : 다양한 이유로 이별한 커플들이 모여 지나간 사랑을 되짚고 새로운 사랑을 찾아나가는 연애 리얼리티
- 시즌2 : 이별한 커플들이 전 연인과 재회하거나 새로운 사람을 만나는 등 누구나 한 번쯤 겪어보는 이별과 사랑에 대해 공감대를 형성하는 연애 리얼리티 프로그램
- 시즌3 : 다양한 이유로 이별한 커플들이 한 집에 모여 지나간 연애를 되짚고 새로운 인연을 마주하며 자신만의 사랑을 찾아가는 연애 리얼리티 프로그램

## 등급
| 등급 이름 | 등급 이름          | 주제 | 약물 | 모방위험 |
| --------- | ------------------ | ---- | ---- | -------- |
| 15        | 15세 관람가 (KMRB) | ○    | ○    | ○        |

## 스트리밍 일정
| 스트리밍 | 시즌제 | 기간                               | 업로드 본방송 시간    | 비고 |
| -------- | ------ | ---------------------------------- | --------------------- | ---- |
| TVING    | 1      | 2021년 6월 25일 ~ 2021년 10월 1일  | 매주 금요일 오후 4시  |      |
| TVING    | 2      | 2022년 7월 15일 ~ 2022년 10월 28일 | 매주 금요일 오후 4시  |      |
| TVING    | 3      | 2023년 12월 29일 ~ 2024년 4월 19일 | 매주 금요일 오후 12시 |      |

## 패널

### 현재 패널
- 사이먼 도미닉 : 시즌 1 ~ 시즌 3
- 이용진 : 시즌 1 ~ 시즌 3
- 김예원 : 시즌 1 ~ 시즌 3
- 유라 : 시즌 1 ~ 시즌 3

### 과거 패널
- 뱀뱀 : 시즌 2, 10화 ~ 20화

## 남녀 출연진

### 시즌 1
- 남자 : 곽민재, 선호민, 이상우, 이주휘, 윤정권
- 여자 : 이코코, 김보현, 정혜임, 고민영, 이혜선

### 시즌 2
- 남자 : 박원빈, 정규민, 김태이, 남희두, 선민기, 정현규
- 여자 : 김지수, 성해은, 이지연, 이나연, 최이현, 박나언

### 시즌 3
- 남자 : 김광태, 서동진, 이주원, 조휘현, 최창진, 서민형
- 여자 : 송다혜, 이서경, 이혜원, 이유정, 공상정, 이종은

## 에피소드 목록

### 시즌 1
| 회차 | 방송 일시       | 부제                                         | 게스트 인물 | 러닝 타임 | 비고 |
| ---- | --------------- | -------------------------------------------- | ----------- | --------- | ---- |
| 1화  | 2021년 6월 25일 | 헤어진 연인과 한 집에 살 수 있습니까?        | 주연        | 88분      |      |
| 2화  | 7월 2일         | 전 연인의 새로운 시작을 음원해줄 수 있습니까 | 주연        | 74분      |      |
| 3화  | 7월 9일         | 이별을 실감한 순간                           | WOODZ       | 61분      |      |
| 4화  | 7월 16일        | 지나간 연인을 보내는 방법                    | WOODZ       | 63분      |      |
| 5화  | 7월 23일        | 질투도 사랑일까?                             | WOODZ       | 78분      |      |
| 6화  | 7월 30일        | 우리가 헤어진 진짜 이유                      | 권현빈      | 81분      |      |
| 7화  | 8월 6일         | 우리는 모두 누군가의 X였다                   | 권현빈      | 111분     |      |
| 8화  | 8월 13일        | 누군가 당신의 X를 궁금해합니다               | 찬희        | 143분     |      |
| 9화  | 8월 20일        | 우리가 친구가 될 수 있을까?                  | 김윤주      | 100분     |      |
| 10화 | 8월 27일        | It's about time                              | 김윤주      | 127분     |      |
| 11화 | 9월 3일         | 선을 넘다                                    | WOODZ       | 164분     |      |
| 12화 | 9월 10일        | 틈과 균열                                    | WOODZ       | 142분     |      |
| 13화 | 9월 17일        | 진실게임                                     | 김윤주      | 162분     |      |
| 14화 | 9월 24일        | 마지막 타이밍                                | 김윤주      | 118분     |      |
| 15화 | 10월 1일        | 고백                                         | 김윤주      | 129분     |      |

### 시즌 2
| 회차 | 방송 일시       | 부제                           | 게스트 인물 | 러닝 타임 | 비고 |
| ---- | --------------- | ------------------------------ | ----------- | --------- | ---- |
| 1화  | 2022년 7월 15일 | 오랜만, 처음 뵙겠습니다        | 뱀뱀        | 95분      |      |
| 2화  | 2022년 7월 15일 | 내 X를 소개합니다              | 뱀뱀        | 70분      |      |
| 3화  | 7월 22일        | 당신은 누구신가요?             | 뱀뱀        | 88분      |      |
| 4화  | 7월 29일        | 서프라이즈 파티                | 강승식      | 89분      |      |
| 5화  | 7월 29일        | 당신의 X는 당신을 선택했습니다 | 강승식      | 98분      |      |
| 6화  | 8월 5일         | 이 안에 내 X가 있다            | 강승식      | 106분     |      |
| 7화  | 8월 12일        | 나만 몰랐던 이야기             | J.YOU       | 109분     |      |
| 8화  | 8월 12일        | 데이트의 결말                  | J.YOU       | 79분      |      |
| 9화  | 8월 19일        | X를 지키는 방법                | J.YOU       | 76분      |      |
| 10화 | 8월 26일        | 비밀데이트                     | 없음        | 132분     |      |
| 11화 | 9월 2일         | 기억을 마주하다                | 없음        | 132분     |      |
| 12화 | 9월 9일         | X가 당신을 기다리고 있습니다   | 없음        | 97분      |      |
| 13화 | 9월 9일         | 비밀 대화                      | 없음        | 112분     |      |
| 14화 | 9월 16일        | 각성                           | 없음        | 128분     |      |
| 15화 | 9월 23일        | 불편                           | GRAY        | 188분     |      |
| 16화 | 9월 30일        | 비밀은 없다                    | GRAY        | 147분     |      |
| 17화 | 10월 7일        | 손을 잡다                      | 없음        | 179분     |      |
| 18화 | 10월 14일       | 미련                           | 없음        | 120분     |      |
| 19화 | 10월 21일       | 마지막 데이트                  | 없음        | 168분     |      |
| 20화 | 10월 28일       | 고백                           | 없음        | 175분     |      |

### 시즌 3
| 회차 | 방송 일시        | 부제                               | 게스트 인물 | 러닝 타임 | 비고 |
| ---- | ---------------- | ---------------------------------- | ----------- | --------- | ---- |
| 1화  | 2023년 12월 29일 | 다시, 시작                         | 려운        | 126분     |      |
| 2화  | 2024년 1월 5일   | 둘 만 알던 이야기                  | 려운        | 97분      |      |
| 3화  | 2024년 1월 5일   | 이토록 오랜 이별                   | 찬희        | 102분     |      |
| 4화  | 1월 12일         | 추억의 한 조각                     | 찬희        | 122분     |      |
| 5화  | 1월 19일         | 자기야 미안해                      | 김민규      | 130분     |      |
| 6화  | 1월 26일         | 내일 뭐해?                         | 김민규      | 124분     |      |
| 7화  | 2월 2일          | 나의 X에 대하여                    | 석매튜      | 119분     |      |
| 8화  | 2월 2일          | 무조건 온다                        | 석매튜      | 146분     |      |
| 9화  | 2월 9일          | 두 가지 의미                       | 유주        | 151분     |      |
| 10화 | 2월 16일         | X or NEW                           | 김요한      | 135분     |      |
| 11화 | 2월 23일         | 우린 아직도 서로를 모른다          | 김요한      | 130분     |      |
| 12화 | 3월 1일          | 네가 떠난 자리                     | 임슬옹      | 130분     |      |
| 13화 | 3월 1일          | X를 알다                           | 임슬옹      | 93분      |      |
| 14화 | 3월 8일          | 나랑 얘기 좀 해                    | 보나        | 131분     |      |
| 15화 | 3월 15일         | 우리의 시간은 아직 그날에 멈춰있다 | 김민규      | 194분     |      |
| 16화 | 3월 22일         | 오늘 당신을 설레게 한 사람         | 김민규      | 136분     |      |
| 17화 | 3월 29일         | 말하지 못한 이야기                 | 김요한      | 125분     |      |
| 18화 | 4월 5일          |                                    |             |           |      |
| 19화 | 4월 12일         |                                    |             |           |      |
| 20화 | 4월 19일         |                                    |             |           |      |

## 수상 목록
- 2022년 제1회 청룡시리즈 어워즈 예능부문 최우수작품상 (환승연애)
- 2024년 제3회 청룡 시리즈 어워즈 OST 부문 인기상 (장하오)